# Бетмен (комікси)
Бетмен (англ. Batman) — триваюча серія коміксів за участю супергероя DC Comics Бетмена в якості головного героя. Персонаж вперше з'явився у Detective Comics #27 (травень 1939 року). Бетмен виявився настільки популярний, що була створена однойменна серія коміксів, яка почала виходити навесні 1940 року. Серія була анонсована на початку квітня 1940 року, через місяць після появи його першого нового приятеля, Робіна.
Хоча комікси Бетмена спочатку випускалися як щоквартальні видання, пізніше, наприкінці 1950-х років, вони стали випускатися раз у два місяці, після чого стали щомісячними виданнями і відтоді залишаються такими.
У вересні 2011 року The New 52 перезавантажило всесвіт DC.
Оригінальна серія Batman закінчилася і була відновлена з новим першим випуском - Batman (Vol. 2) #1.
У травні 2016 році DC Comics почало другий перезапуск усіх своїх лінійок під назвою DC Rebirth.
Batman (Vol. 3) #1 (серпень 2016) - дебют двомісячної серії перезапуску коміксів.

## Історія

### Класика

#### Золота Епоха

Обкладинка коміксу Batman #1 (серпень 1940). Малюнок від Боба Кейна та Джеррі Робінсона

Персонаж Бетмен вперше з'явився на сторінках коміксу Detective Comics #27 у травні 1939 року. Навесні 1940 року був опублікований перший випуск його сольної серії — Batman #1, представивший нових персонажів у пантеоні Бетмена, насамперед Жінку-кішку і заклятого ворога Бетмена — Джокера. Альфред Пенніворт, дворецький сім'ї Вейнів, був представлений у випуску #16 (квітень–травень 1943 року).
Редактор Вітні Еллсворт віддав історію Бетмена художнику Діку Спранґу у 1941 році. Перша опублікована робота Спранґа про Бетмена стала ілюстрацією Бетмена і Робіна на обкладинці Batman #18 (серпень — вересень 1943), відтворена з малюнку для 13-ї сторінки з пізніше опублікованого Detective Comics #84 (лютий 1944). Перша оригінальна робота, і перша внутрішньо-сюжетна робота коміксу, Спранґа була опублікована у Batman #19 (жовтень — листопад 1943), для якої він намалював обкладинку і перші три історії Бетмена, він також намалював четверту історію Бетмена, закінчену інкером Нормом Феллоном. Як і усіх художників Бетмена, Спранґа не вказали у титрах, натомість зазначили як художника-привида Кейна.
Лиходії, які дебютували в цю ранню епоху, включають: Божевільного капелюшника у випуску #49 (жовтень 1948 року) та Метелика-вбивцю — випуск #63 (лютий 1951 року). 1953 року Шелдон Молдофф став ще одним з основних художників-привидів серії Batman, який разом з Віном Мортімером і Діком Спрінґом малював історії, приписувані Бобу Кейну та слідуючі стилю Кейна, під керівництвом самого ж Кейна. Білл Фінґер і Молдофф представили Ace the Bat-Hound (Бетсобака) у #92 (червень 1955).

#### Срібна Епоха
Рання частина ери, відома шанувальникам коміксів та історикам як Срібна Епоха, коміксів, вперше продемонструвала серію Batman у жанрі наукова фантастика. Нові персонажі включали Містера Фріза і Бетті Кейн (оригінальна Бетдівчина).
У 1964 році Джуліус Шварц став відповідальним за відродження вицвілих серій Бетмена. Він відкинув дурніші аспекти, які з'явилися у серію, такі як Ace The Bathound та Bat-Mite, і дав "новий погляд" на персонажа, прем'єра якого відбулася у Detective Comics #327 (травень 1964). Перший випуск Batman Шварца став #164 (червень 1964), написаний Францією Едвардом Герроном і намальований Шелдоном Молдоффим. Ріддлер повернувся після вісімнадцятирічної відсутності у випуску #171 (травень 1965). Серед нових лиходіїв, введених в цей період, була Отруйний Плющ #181 (червень 1966 року). У 1960-х, комікс-серія Batman була перебита популярним телесеріалом «Бетмен», з ласкавими та простими історіями, заснованими на минулому серії. Після того, як дурний вплив телевізійного шоу на серії коміксів спав, сценарист Френк Роббінс і художник Ірв Новік відправили Діка Ґрейсона до коледжу і вивезли Бетмена з маєтку Вейнів у випуску #217 (грудень 1969 року).

#### Бронзова Епоха

##### 1970-і
У 1971 році сценарист Денніс О'ніл і художник Ніл Адамс стали авторами серії і знову наповнили їй, вже більш, темними тонами 1940-х років. О'ніл і Адамс представили нового лиходія на ім'я Ра'с Аль Гул, а також оживили Джокера, повернувши його до свого класичного образу як маніяка-вбивцю, який вбиває людей за примхою. Batman #237 (грудень 1971) показав метафоричну історію О'ніла і Адамса, в якій брали участь кілька творців коміксів, що з'являються в історії і взаємодіяли з Бетменом і Робіном на параді Гелловіна в Рутленді, штат Вермонт. О'ніл сказав, що його робота над серією Batman була "просто повернути її туди, де вона почалася. Я вирушив до бібліотеки DC і прочитав деякі з ранніх історій. Я намагався зрозуміти, що шукали Кейн і Фінґер." Історик коміксів Лес Деніелс зауважив, що інтерпретація Бетмена О'ніла відчувалася як одержима помстою, яку він скромно описує як повернення до коріння, насправді була актом творчої уяви, яке вплинуло на кожну наступну версію Темного Лицаря." З випуску #254 (січень–лютий 1974) до #261 (березень – квітень 1975) серія випускалася у 100-сторінковому супер-видовищному форматі. Серія досягла свого 300-го випуску у червні 1978 року і представила історію сценариста Девіда Верна Ріда і художників Волта Сімонсона і Діка Джордано. Лен Вейн став сценаристом серії з #307 (січень 1979), саме у цьому випуску була створена компанія Wayne Foundation і її виконавчий директор Люціус Фокс, роль якого пізніше виконав Морґан Фрімен у фільмах Крістофера Нолана: «Бетмен: Початок», «Темний лицар», «Темний лицар повертається». Юлій Шварц закінчив свою роботу в якості редактора серії випуском #309 (березень 1979).

##### 1980-ті
Марв Вольфман недовго писав Batman і став одним з творців персонажа Електрошокер у випуску #331 (січень 1981). Рой Томас також лише трішки пописав серію. Сценарист Джері Конвей і художник Дон Ньютон представили Джейсона Тодда у Batman #357 (березень 1983). У випуску #368 (лютий 1984) Тодд взяв на себе особистість костюмованого напарника Бетмена, більше відомого як Робін. Сценарист Дуґ Моенч розпочав свій забіг на серію з випуску #360, він і художник Том Мандрейк створили персонажа Чорна маска у Batman #386 (серпень 1985). Давній співробітник Моенча, художник Пол Ґулеці дебютував у DC Comics з двосерійної історією у випусках #393 і #394. Серія досягла свого 400-го випуску у жовтні 1986 року і показала роботу декількох популярних художників коміксів і включала введення романіста Стівена Кінґа.

#### Сучасна Епоха

##### 1980-ті
Через подій кросовера Crisis on Infinite Earths (квітень 1985 – березень 1986) послідовність коміксів DC Comics була перекручена. Головним персонажам видавництва була надана можливість бути представленими заново, зі змінами та новими особливостями. У той час як серія Batman не була перезавантажена, сценарист Френк Міллер, який раніше працював над обмеженою серією Повернення Темного лицаря, і художник Девід Маццучеллі переказали історію походження персонажа для нової послідовності на щомісячних сторінках Batman #404-407 (лютий–травень 1987 року). Історія Бетмен: Рік перший, отримала високу оцінку критиків за її реалістичну інтерпретацію походження Бетмена і її доступність для нових читачів, які ніколи раніше не слідкували за Бетменом. IGN Comics поставили Бетмен: Рік перший у топ-списку «25 найкращих графічних романів про Бетмена», заявивши, що "жодна інша історія до, або з, тих пір не захоплює таким реалізмом, витримкою і людяністю Ґордона та Бетмена." Відомі творці коміксів Ґреґ Рукка, Джеф Леб і Джудд Вінік назвали Рік перший своєю улюбленою історією Бетмена. Після Року першого сценарист Макс Аллан Коллінз і художник Кріс Ворнер створили нове походження Джейсона Тодда. Джим Старлін став сценаристом серії, і однією з його перших сюжетних ліній для серії була «Ten Nights of the Beast» у випусках #417-420 (березень–червень 1988), які представили КҐБіста. Під час перебування Старліна на титулі DC Comics стало відомо про зростаюче презирство фанатів до персонажа Джейсона Тодда, після кліфгенгера, в якому життя персонажа висіло на волосині, DC створило гарячу лінію 900, яка дала можливість голосувати телефонним викликом «за або проти смерті Джейсона Тодда». Варіант «вбивства» переміг з невеликою різницею, а в наступному місяці персонажа показали помираючим від ран, завданих у попередньому випуску. Історія, названа «A Death in the Family», і отримала широке висвітлення в засобах масової інформації через шокуючий поворот подій, в результаті яких закінчилося життя знайомого читачам персонажа. Сценарист Марв Вольфман і художник Пет Бродерік створили Тіма Дрейка у випуску #436 в історії «Batman: Year Three», а персонаж став третім Робіном у сюжетної лінії «A Lonely Place of Dying», кульмінацією якої став випуск #442.

##### 1990-ті
Частково порушені тоном фільму 1989 Тіма Бертона «Бетмен», комікси 1990-х років прийняли ще темніший тон. Тіму Дрейку (Робін) був цей новий костюм розроблений Нілом Адамсом у випуску #457 (грудень 1990) в оповіданні Алана Ґранта і Норма Брефоґла. Основними авторами франшизи про Бетмена у 1990-х роках були Ґрант, Доуґ Моенч, і Чак Діксон. Моенч і Діксон організували кросовер «Knightfall», який представляв Бетмена зламаним супер сильним лиходій на ім'я Бейн. Новий персонаж, Жан-Пол Валлі, бере на себе мантію Бетмена за відсутності Брюса Вейна. Місцевість зійшла з розуму від влади, і Вейн насильно відновлює порядок після свого одужання. Моенч і художник Еллей Джонс спільно створили Оґра у Batman #535 (жовтень 1996).
У серії Бетмена, в 1999 році домінував великий кросовер «No man's Land», в якому Ґотем-сіті зруйнував сильний землетрус, який призвів до наказу уряду США евакуювати місто та покинути і ізолювати тих, хто вирішив залишитися. Сценарист Ґреґ Рукка адаптував історію у прозовий роман, опублікований в 2000 році.

##### 2000-ті

###### 2000-2003
Після завершення «No man's Land» і переходу Ґреґа Руккі до Detective серії Бетмена була віддана на сім випусків сценаристу Ларрі Гама і художнику Скотту МакДеніелю. У випуску #582 Ед Брубейкер став сценаристом серії і зберігав тенденцію сміливою кримінальної драми, у яку ввійшли приземленіші лиходії, такі як Пінгвін, новий лиходій Брубейкера - Зеїсс, і Дедшот. Забіг Брубейкера отримав коротку перерву з аркою «Officer Down», у якій зображується як комісар Ґордон отримує кулю при виконанні службових обов'язків і у кінцевому підсумку покидає поліцію Ґотема. Саме тому, місце Брубейкера зайняв сценарист Брайан К. Воґан і написав три випуски, які зосередилися на створеній Бетменом злочинній персоні, Матчес Мелоун, перш ніж Брубейкер повернувся. Наступний кросовер, видуманий Брубейкером і Рукком назвався «Bruce Wayne: Murderer?» і показав нам, як Брюс Вейн звинувачується у вбивстві своєї дівчини і майже повністю відмовляється від своєї громадянської особистості.
Для випуску #600 серія перейшла в наступну фазу крупного-кадру Вейна і включила три історії резервного копіювання, які були представлені як втрачені проблеми, які ніколи раніше не публікувалися з іконних епох в історії Бетмена. «Mystery of the Black Bat» представлена у стилі Дік Спранґа і «Joker Tips His Hat!» - данина історії 1960-х років таких художників, як Ґіл Кейн і Карміне Інфантіно. «The Dark, Groovy, Solid, Far-out, Right-on and Completely With-it Knight Returns» - гумористичне обертання персонажа Бетмен, яке намагається показати себе у стилі вісімдесятих років, і показати комічний дебют коміка Паттона Освальта. Після того, як історія з крупним-кадром закінчилася, Брубейкер закрив свій забіг двома випусками, написаними у співавторстві з Джеффом Джонсом.

###### 2003-2006
Сценарист Джеф Леб і художник Джим Лі створили історію, яка почалася з випуску #608, сюжетна лінія «Цить» була історією таємничого вбивства, яка проникла через численні періоди в історіях Бетмена. Представляючи нового персонажа, який був однойменним назві історії, а також переписуючи Ріддлера, зціляючи Гарві Дента та ставлячи під сумнів події, пов'язані зі смертю Джейсона Тодда. Історія Джейсона Тодда залишалася практично недоторканою протягом 15 років, поки персонаж не з'явився у сюжеті. Хоча пізніше з'ясувалося, що це Глиноликий видавав себе за Джейсона, кінець сюжету «Цить» порушив питання про місцезнаходження тіла Джейсона, оскільки його не було в могилі. Сюжет також описує романтичні стосунки між Темним лицарем і Селіною Кайл. Після завершення Цить, творча команда Vertigo серії вийшла з тіні для шести-випускної історії під назвою «Broken City». Автор Джудд Вінік став постійним сценаристом серії і в оповіданні під назвою «Under the Hood» пояснив, що Джейсон Тодд насправді давно повернувся з мертвих, і встиг стати антигероєм у Ґотемі під псевдонімом Червоний ковпак.
Після серії «Infinite Crisis» усі активні щомісячні серії всесвіту DC відкинулись вперед у часі на один рік, зображуючи персонажів в абсолютно різних ситуаціях і середовищах, ніж у попередніх випусках. Сюжет «Face The Face» написав Джеймс Робінсон і показав, що Бетмен повертається з річної закордонної подорожі, і показав повернення Джеймса Ґордона на роль комісара поліції Ґотем-сіті.

###### 2006-2009
Ґрант Моррісон почав свій довгий сюжет у випуску Batman #655. Перша історія, «Batman and Son», показує, що у Вейна є син на ім'я Деміен, і головний герой намагається відвернути дитину від махінацій його матері - Талії аль Гул. Звідти Моррісон почав арку, яка показала як зла впливова організація, знана як Black Glove, намагається знищити все те, чим є сам Бетмен і за що він бореться. Це призвело до сюжетної лінії «Batman R.I.P», у якій Black Glove спочатку досягає успіху у цьому, але згодом все-таки зірвана Брюсом Вейном та його здатністю зберегти свій здоровий розум. Після перемоги над Black Glove Моррісон перемістив Бетмена у свою глобальну подію «Final Crisis», під час якої, Бетмена, начебто, убив Дарксайд. Насправді ж, він був перенесений у далеке минуле і застряг там. Ніл Ґейман написав випуск #686, який був першою частиною історії під назвою «Whatever Happened to the Caped Crusader?». Це послужило квазі-відправкою у покоління історій Бетмена, так само, як і у сюжеті Алана Мура - «Whatever Happened to the Man of Tomorrow?» який він писав для Супермена і після якого продовжив випуск Detective Comics.
Після цього основна серія Бетмена пішла на перерву, тоді як міні-серія «Battle for the Cowl» змусила Діка Ґрейсона взяти на себе мантію Бетмена після зникнення самого Брюса Вейна з сучасного всесвіту DC. Ґрант Моррісон продовжував брати участь у написанні Batman, але згодом перейшов на нову серію під назвою «Batman and Robin», яка описувала геройства Ґрейсона у ролі Бетмена та Деміена Вейна у ролі нового Робіна. Сценарист Джудд Вінік тимчасово повернувся до сольної серії Batman щоб показати першу самостійну арку Ґрейсона у ролі Бетмена, перш ніж передати обов'язки з написання та малюнку Тоні Деніелю.

###### 2010-ті
Деніель залишався головним сценаристом серії до випуску #699. Серія досягла рубіжу з публікацією Batman #700 (серпень 2010), з поверненням Ґранта Моррісона до серії і співпрацею з арткомандою, яка складалася з Деніеля, Френка Квітлі, Енді Куберта і Девіда Фінча. Різні автори зв'язалися разом, щоб проілюструвати те, що спадщина Бетмена нескінченна, і виживе навіть у найдальніх куточках часу. Моррісон залишився в якості сценариста серії з випуску #702, одночасно писавши і серію «Batman and Robin» і міні-серію «The Return of Bruce Wayne». Тоні Деніел відновив статус сценариста і художника з випуска #704. Навіть після повернення Брюса Вейна, Дік Ґрейсон залишався головним героєм цієї серії протягом наступного року, а також був головним героєм «Batman and Robin» та «Detective Comics». Сам Брюс Вейн же отримав дві нові серії «Batman Incorporated» і «Batman: The Dark Knight».
1 червня 2011 року було оголошено, що всі серії, які відбуваються у загальному всесвіті DC будуть або скасовані, або перезапущені з новими випусками #1 після того, як нова послідовність буде створена після події «Flashpoint». Batman не став винятком, і перший випуск нової серії вийшов 21 вересня 2011 року - Batman (Vol. 2) #1.

### The New 52

Обкладинка українського видання першого тому та випуску Batman (Vol. 2) #1. Малюнок від Ґреґа Капулло і Джонатана Ґлапіона

У вересні 2011 року, DC Comics перезапустило Batman, написаним Скоттом Снайдером і намальованим Ґреґом Капулло випуском #1, в рамках перезапуску DC, The New 52. Як і у всіх серіях, пов'язаних з перезапуском DC, Брюс Вейн, з виду, став приблизно на п'ять років молодше попереднього втілення персонажа. Супергерої в цілому з'явилися лише за останні п'ять років і розглядаються суспільством у кращому випадку з підозрою, а в гіршому - з відвертою ворожістю. Усі персонажі, які були Робіном (за винятком Стефані Бравн), були враховані у перезапуску, як минулі власники звання напарника Бетмена. Історії засновані на останніх подіях, до того ж більша частина попередніх історій персонажа залишилася недоторканими, тобто вони входять у нову послідовність DC, а Брюс Вейн знову є єдиним Бетменом, коли Дік Ґрейсон повернувся до своєї ролі Найтвінґа.
Першим сюжетом став «Суд Сов», який фокусується на відкритті секретного суспільства в Ґотем-сіті, про яке Бетмен і більшість людей ніколи не знала, починаючи з часів заснування Ґотема і його предка Алана Вейна, і його битви проти кігтів, агентів Суду Сов. Це призвело до першого великого кросовера The New 52 - «Night Of The Owls». Фінал історії показує Томаса Вейна мол. в якості головного Кігтя Суду Сов у Ґотемі.
Другий сюжет отримав назву «Смерть сім'ї», назва-відсилання на «A Death in the Family». Він підхопив кліффгенґер з участю Джокера з забігу Тоні Деніела у Detective Comics.
«Talon», спін-офф сюжетної лінії «Суд Сов», запущений у вересні 2012 року і зосереджені на вигнанці з Суду, на ім'я Талон.
Після сюжетної лінії за участю Глинноликого і ван-шоту, пов'язаного з наслідками «Смерті Сім'ї», наступним сюжетом Снайдера був «Нульовий рік». За ним слідував Batman #0, який переказує, як Брюс Вейн став Бетменом. Сюжетна лінія «Ендшпіль» проходила з жовтня 2014 року по квітень 2015 року і завершилася очевидною смертю як Бетмена, так і Джокера. Джеймс Ґордон, взявши на себе мантію Бетмена, став головним героєм серії у червні 2015 року.
У сюжетній лінії «Супертяжкість» Джеймс Ґордон зустрічає нового суперзлодія, Містера Блума, який поширює різні пристрої, які надають своїм користувачам екстраординарні суперздібності, ціною життя декількох людей. Також з'ясувалося, що Брюс Вейн живий і почав нове життя у Центрі Люціуса Фокса для молоді Ґотема разом з Джулією Медісон, з якою Брюс почав відносини. Ґордон зміг перемогти Блума, але декілька помічників Блума прибувають і починають свою атаку на Ґотем-сіті. Під час зустрічі з герцогом Томасом Брюс починає відновлювати свої спогади і розуміє, що він Бетмен. Він повертається в маєток Вейнів і змушує Альфреда повернути Бетмена. Використовуючи машину, яку Бетмен планував використовувати, щоб імплантувати свої спогади, щоб розширити свій родовід, Брюс намагається відновити свої спогади, але неодноразово зазнає невдачі, коли він досягає точки майже смерті мозку. Він вирішує викликати смерть мозку, бо так його старі спогади можуть бути йому повернуті. Потім він відроджується зі своїми оригінальними спогадами. Брюс надягає новий костюм Бетмена і прямує до Блума. Бетмен прибуває і відправляє двійників Блума і Ґордона на вертоліт, не бажаючи, щоб він ризикував подальшими травмами. Герцог Томас виявляє, що Деріл Ґутіррез є оригінальним Містером Блумом, створившим пристрої, щоб дати громадянам Ґотема можливість захистити себе, поки одна з його "жертв" не забрала його насіння і особистість, ставши Містером Блумом. Герцог відправляє Деріла так само, як Брюс, використовуючи гігантський Меха-Беткостюм і Джим у своєму власному Меха-Беткостюмі перемагають Мітсера Блума. Джим Ґордон знову стає комісаром поліції, і Брюс дякує йому за захист Ґотема замінюючи його. Брюс підходить до герцога Томаса з пропозицією і незабаром знову повертається до спостереження за Ґотемом.

### DC Rebirth
В рамках DC Rebirth серія Batman була перезапущена з ван-шотом Batman: Rebirth і почала видаватися двічі на місяць, починаючи з Batman (Vol. 3) #1 у червні 2016 року (Обкладинка датована серпнем 2016). Серія написана Томом Кіноґм і намальована Девідом Фінчем і Мікельом Джаніном. У серії були представлені два народних месника, Ґотем і Ґотем-ґерл.

## Щорічники
Серія Batman випускає щорічні комікси, починаючи з 1961 року. Сім випусків Batman Annuals були опубліковані з 1961 року по літо 1964 року. З 1982 по 2000 роки було опубліковано ще 17 номерів, нумерація серії тривала з 1961 року. Сценарист Майк В. Барр і художник Тревор Фон Едін створили Batman Annuals #8 (1982), а Фон Еден зазначив, що це "комікс, яким я найбільше пишаюся, за усю своїй 25-річну кар'єру в DC Comics. Я міг малювати його, і одночасно бути поруч зі своєю дівчиною, Лінн Варлі, яка розмалювала її першу роботу в коміксах".
Ще чотири випуски були опубліковані у період з 2006 по 2011 рік, знову ж таки з нумерацією, яка продовжувалася з попередньої серії.
У 2012 році, у рамках The New 52, було розпочато нову щорічну серію з номера #1.

## Зрілість контенту
Перші історії, які з'являються у серії Batman, були написані Біллом Фінґером і проілюстровані Бобом Кейном, хоч Фінгер і не значився у коміксах як автор протягом багатьох років. Ці ранні історії зображували мстивого Бетмена, який не вагаючись вбиває, коли він бачив у ситуаціях необхідні жертви. В одному з ранніх оповідань він зображений з пістолетом і металевими бетарангами, якими зупиняв групи серйозних нападників  та звичайних злочинців. Джокер - психопат, славиться використанням спеціального токсину, який калічить і вбиває своїх жертв, все ще залишається одним з найнебезпечніших і сумнозвісних лиходіїв Бетмена, створених в цей період часу. Пізніше, під час Срібної Епохи, цей тип супер-лиходія змінився від хворо-психічних нападів до використання складних та продуманих трюків.
Основні випробування, з якими зіткнувся Бетмен у цю епоху, він отримав від лиходіїв, які були чистим злом. Однак у 1970-х роках мотиви цих персонажів, включаючи: нав'язливі примуси, жорстоке поводження з дітьми та екологічний фанатизм, вивчалися більш ретельно та показувались більш продумано. У ці роки, сам Бетмен також зазнав трансформацію і став набагато менш одновимірним персонажем, розпочавши боротьбу з глибоко вкоріненими внутрішніми конфліктами. Хоч це і не канонічно, але графічний роман «Повернення Темного Лицаря» від автора Френка Міллера зробив значний внесок в еволюцію персонажа Бетмен та в його сольну, однойменну, серію; він став безкомпромісним і невблаганним у своїй боротьбі за відродження Ґотема. Бетмен часто демонстрував поведінку, яку соціум Ґотема називав надмірно жорстокою, а також антисоціальною. Цей аспект особистості Бетмена також був значно пом'якшений після кросовера DC - Infinite Crisis, в якому Бетмен зазнав нервового зриву і переглянув свою філософію та свої вчинки. Тепер на атрибути і особистість Бетмена, як кажуть, великою мірою вплинули характеристичні зображення авторів Денніса О'ніла і Ніла Адамса у 1970-х роках, хоча у деяких аспектах характеру персонажа з'являються натяки на інтерпретацію Міллера.

## Сюжет

### Том 2.The New 52
Скотт Снайдер і Ґреґ Капулло стали постійними автором сценарію та художником серії про Бетмена у 2011 році, і наступні десять графічних романів — їхні творіння. Звісно, до серії також долучалися інші художники, у тому числі Рафаель Альбукерке та Джок, та інші автори, як-от Джеймс Тиніон.
«Ніч Сов» — перша кросоверна сюжетна лінія The New 52, що проходить не лише крізь перші два томи оновленого «Бетмена», але й крізь інші перероджені серії, у тому числі «Бетмен і Робін», «Найтвінґ», «Жінка-кішка» та «Бетдівчина».

##### Книга 1. Суд Сов  (Vol. 1: The Court of Owls)
Бетмен, що з’являється в першому випуску оновленої серії, на п’ять років молодший за Бетмена до Флешпойнту. Його становище як супергероя також «помолодшало» — у цьому всесвіті супергерої з’явилися усього кілька років тому. Суд Сов — таємна організація, що існує в Ґотемі ще з часів заснування міста — виніс Бетмену вирок, і від його Пазурів не сховатися.
До збірки увійшли випуски серії Batman (Vol. 2) №1-7

##### Книга 2. Місто сов (Vol. 2: City of Owls)
«Ніч Сов» продовжується: Пазурі нападають на маєток Вейна, що призводить до початку бетменового розслідування історії Суду Сов, а разом з тим — історії Ґотема і власної сім’ї.
До збірки увійшли випуски серії Batman (Vol. 2) №8-12 та Batman Annual (Vol. 2) №1

##### Книга 3. Смерть сім'ї (Vol. 3: Death of the Family)
Друга сюжетна арка авторства Скотта Снайдера — «Смерть сім’ї» — також поширювалася не лише на серію про Бетмена. Адже Джокер повернувся, і його план зі знищення Бетмена тепер включає усіх, хто йому допомагав.
До збірки увійшли випуски серії Batman (Vol. 2) №13-17

##### Книга 4. Нульовий рік — Таємне місто (Vol. 4: Zero Year-Secret City)
Скотт Снайдер і Ґреґ Капулло повернулися до початків Бетмена. Їхня нова інтерпретація історії сходження Бетмена як супергероя виходила протягом 2013 року.
У першому томі збірки Брюс Вейн повертається у Ґотем після довготривалої відсутності — його не було так довго, що всі думали, що він помер. Він робить перший крок на шляху месника, полюючи на першого Червоного ковпака і його банду. У процесі Бетмен розуміє, що мусить ще багато чого навчитися.
До збірки увійшли випуски серії Batman (Vol. 2) №21-24

##### Книга 5. Нульовий рік — Темне місто (Vol. 5: Zero Year - Dark City)
Перші місяці Брюса Вейна у костюмі кажана. Загадник занурив Ґотем у темряву — і фігурально, і цілком буквально, вирубивши електрику у цілому місті. Тепер Бетмену доведеться ввімкнути світло, і почати довгий квест з очищення Ґотема від гріха.
До збірки увійшли випуски серії Batman (Vol. 2) №25-33

##### Книга  6. Нічна зміна (Vol. 6: Graveyard Shift)
Ця збірка випусків «Бетмена» також переважно стосується його ранніх років. Але ще одна важлива тема цих коміксів — смерть Деміена, з яким ми знайомилися у «Бетмен і Син» — коміксі з попередньої частини гайду. Цей том — про внутрішній світ супергероя, його почуття та переживання.
До збірки увійшли випуски серії Batman (Vol. 2) №0, №18-20, №28, №34 та Batman Annual (Vol. 2) №2

##### Бетмен Вічний. Книга 1 (Batman Eternal Vol. 1)
Перша третина обмеженої серії 2014-2015 року. Серія містила кілька сюжетних арок, авторами основних були Скотт Снайдер і Джеймс Тиніон IV. 28 номер «Бетмена» не  включили у жоден з томів «Нульовий рік», оскільки він не вписувався у таймлайн, і слугував анонсом серії «Бетмен Вічний».
Бетмен і поліція Ґотема — не союзники,  а Лігу Справедливості знищено у міні-серії «Зло назавжди» (англ. «Forever Evil»). Лиха у світі більше, ніж зазвичай, і щоб з ним впоратися, Бетмену доведеться задіяти усіх членів Бет-сім’ї.
Події збірки «Бетмен. Книга 7. Ендшпіль» мають місце після серії «Бетмен Вічний».

##### Книга  7. Ендшпіль (Vol. 7: Endgame)
Джокер повертається знову, сильніший і підступніший, ніж раніше. Йому набридло гратися: цього разу він точно уб’є Бетмена. І для цього він використає тих, від кого Бетмен точно не чекає ножа в спину — Лігу Справедливості.
Цією сюжетною лінією Снайдер і Капулло відзначили 75-річчя персонажів Бетмена і Джокера, і заодно відкрили собі шлях до нових експериментів з Ґотемом.
До збірки увійшли випуски серії Batman (Vol. 2) №35-40

##### Книга  8. Надважкий (Vol. 8: Superheavy)
Наскільки усім відомо, Бетмен мертвий. На його пост заступає… комісар Джеймс Ґордон у гігантському робо-костюмі Бетмена. Злочинець на ім’я містер Блум, що з’являється у цій збірці, буде основною проблемою Ґотема і у наступному томі.
До збірки увійшли випуски серії Batman (Vol. 2) №41-45 та Divergence №1

##### Книга  9. Квіт (Vol. 9: Bloom)
Брюс Вейн повертається. Без нього Ґотем не звільнити від Квіта, який захопив віжки керування злочинним світом міста.
До збірки увійшли випуски серії Batman (Vol. 2) №46-50 та Detective Comics (Vol. 2) №27

##### Книга 10. Епілог (Vol. 10: Epilogue)
Бетмену доведеться відбудувати своє життя і своє місто, дощенту зруйновані атаками містера Блума.
До цієї збірки належать кілька випусків різних серій про Бетмена, у тому числі — фінальні основної серії. 52 випуском «Бетмена» завершується серія у рамках The New 52 і снайдерівська ера супергероя. Час нового переродження!
До збірки увійшли випуски серії Batman (Vol. 2) №51-52, Batman: Futures End №1, Batman Annual (Vol. 2) №4, Batman: Rebirth №1

## Важливі події

### Перші появи
| Поява                                        | Номер випуску | Місяць/рік            |
| -------------------------------------------- | ------------- | --------------------- |
| Джокер                                       | (Vol. 1) #1   | Весна 1940            |
| Жінка-кішка як "Кішка"                       | (vol. 1) #1   | Весна 1940            |
| Ґотем (названий)                             | (Vol. 1) #4   | Зима 1941             |
| Бетмобіль                                    | (Vol. 1) #5   | Весна 1941            |
| Альфред Пенніворт                            | (Vol. 1) #16  | Квітень–травень 1943  |
| Божевільний капелюшник                       | (Vol. 1) #49  | Жовтень–листопад 1948 |
| Вікі Вейл                                    | (Vol. 1) #49  | Жовтень–листопад 1948 |
| Дедшот                                       | (Vol. 1) #59  | Червень-липень 1950   |
| Моль-вбивця                                  | (Vol. 1) #63  | Лютий-березень 1951   |
| Містер Фріз як "Містер Зеро (нуль)"          | (Vol. 1) #121 | Лютий 1959            |
| Бетдівчина (Бетті Кейн)                      | (Vol. 1) #139 | Квітень 1961          |
| Отруйний плющ                                | (Vol. 1) #181 | Червень 1966          |
| Ра'с аль Гул                                 | (Vol. 1) #232 | Червень 1971          |
| Притулок Аркхам                              | (Vol. 1) #258 | Жовтень 1974          |
| Люціус Фокс                                  | (Vol. 1) #307 | Січень 1979           |
| Сніговик                                     | (Vol. 1) #337 | Липень 1981           |
| Гарві Буллок                                 | (Vol. 1) #361 | Червень 1983          |
| Чорна маска                                  | (Vol. 1) #386 | Серпень 1985          |
| Кармайн Фальконе                             | (Vol. 1) #404 | Лютий 1987            |
| Голлі Робінсон                               | (Vol. 1) #404 | Лютий 1987            |
| Сара Ессен Ґордон                            | (Vol. 1) #405 | Березень 1987         |
| КГБіст                                       | (Vol. 1) #417 | Березень 1988         |
| Тім Дрейк (пізніше третій Робін)             | (Vol. 1) #436 | Серпень 1989          |
| Шандра Кінсолвінґ                            | (Vol. 1) #486 | Лютий 1992            |
| Кассандра Кейн (пізніше четверта Бетдівчина) | (Vol. 1) #567 | Липень 1999           |
| Девід Кейн                                   | (Vol. 1) #567 | Липень 1999           |
| Цить                                         | (Vol. 1) #609 | Січень 2003           |
| Червоний ковпак (Джейсон Тодд)               | (Vol. 1) #635 | Грудень 2004          |
| Деміен Вейн                                  | (Vol. 1) #655 | Вересень 2006         |
| Террі МакҐінніс                              | (Vol. 1) #700 | Червень 2010          |
| Суд Сов                                      | (Vol. 2) #1   | Вересень 2011         |
| Лука Волк (українська мафія)                 | (Vol. 2) #3   | Січень 2012           |
| Квіт                                         | (Vol. 2) #43  | Жовтень 2015          |
| Ґотем-ґерл                                   | (Vol. 3) #1   | Серпень 2016          |

## Українські видання

### Оригінальні комікси DC Comics
| Batman (Vol. 3) #21 |
| --- |
| - (The Button, Part 1) - The Flash (Vol. 5) #21 (The Button, Part 2) - Batman (Vol. 3) #22 (The Button, Part 3) - The Flash (Vol. 5) #22 (The Button, Part 4) |

| Batman (Vol. 3) #58-61                             |
| -------------------------------------------------- |
| - Batman Annual (Vol. 3) #3 - Batman: Secret Files |

#### Класика

##### Рік перший
«Бетмен: Рік Перший» (англ. Year One; пізніше перейменована у Batman: Year One) — сюжетна арка коміксів та частина серії Batman, написана Френком Міллером і проілюстрована Девідом Маццуккеллі. Опублікована видавництвом у 1987 році у рамах серії Batman і складається з чотирьох випусків (#404—407).
Сюжет позиціонує себе як нова історія походження персонажа. Це одне з багатьох пост-Кризових перезавантажень, яка формулює нову історію всесвіту DC після Crisis on Infinite Earths. Історія вважається першим каноном Бетмена у послідовності періоду New Earth (1986-2011).

##### Бетмен: Убивчий жарт
«Бетмен: Убивчий жарт» (англ. Batman: The Killing Joke) — незалежний графічний роман, написаний Аланом Муром і намальований Браяном Болландом. Вперше опублікований у 1988 році, а потім був передрукований разом з іншими коміксами в серії DC Universe: The Stories of Alan Moore.
Історія має значний вплив на всю серію Batman — в коміксі розповідається, як Барбара Ґордон була паралізована через постріл Джокера, саме тому вона пізніше і стала Оракулом, експертом в комп'ютерах і важливим джерелом інформації для Бетмена та інших супергероїв Ґотема.

##### Цить
«Бетмен: Цить» (англ. Batman: Hush) — сюжетна арка коміксів 2002–2003 років, яка належить до серії Batman. Історія написана Джефом Лебом, малюнок виконано художником Джимом Лі, чорнила та колір відповідно Скотта Вільямса й Алекса Сінклера.
У коміксі розповідається про протистояння Бетмена та Цитя, який перешкоджає діяльності Бетмена, використовуючи його старих ворогів. Історія також описує романтичні стосунки між Темним лицарем і Селіною Кайл.

##### Бетмен: Повернення Темного лицаря
«Бетмен: Повернення Темного Лицаря» (англ. Batman: The Dark Knight Returns) — незалежний графічний роман, написаний і намальований Френком Міллером, і виданий у виді чотирьохсерійної серії в 1986 році під назвою «Batman: The Dark Knight Returns». Пізніше того ж року було випущено колекційне перевидання, де в назві було прибрано слово «Batman».
Роман описує історію, в якій 56-річний Брюс Вейн повертається до боротьби зі злочинністю з відставки, проте зустрічається з опозицією в особі поліції Ґотему і уряду США.

##### Бетмен: Довгий Гелловін
«Бетмен: Довгий Гелловін» (англ. Batman: The Long Halloween) — обмежена серія коміксів з 13 випусків сценариста Джеффа Лоеба та художника Тіма Сейла, яка має зв'язок з сольною серією Batman. Видана у 1996 та 1997 роках. Успіх серії спричинив подальшу співпрацю Лоеба та Сейла над продовженнями Batman: Dark Victory і Catwoman: When in Rome.

##### Бетмен: Ноель
«Бетмен: Ноель» (англ. «Batman: Noël») — оригінальний та повністю самостійний графічний роман, написаний і проілюстрований Чі Бермехо, який раніше робив ілюстрації для Джокера.
Основується на класичному романі Чарльза Діккенса «Різдвяна пісня в прозі» і включає в себе героїв Діккенса і міфів Бетмена. Як і Джокер, історія розповідається одним з поплічників Клоуна Принца.

#### Rebirth

##### Книга 1. Я — Ґотем (Vol. 1: I Am Gotham)
У  цю збірку входять сім перших випусків перезапущеного «Бетмена». Новий автор серії — Том Кінґ — дозволяє своєму головному героєві бути більш чутливим і людяним, заглиблюється у стосунки Брюса з Альфредом,  дає читачу зрозуміти, що Бетмен втомився.
Цього разу Ґотем рятує Бетмена. Нові супергерої, Ґотем та Ґотем-ґерл, стають на варті міста. От тільки чомусь вони вважають, що його також треба захистити від Бетмена.  

##### Detective Comics. Книга 1. Сходження Бетменів (Batman: Detective Comics Vol. 1: Rise of the Batmen)
Бетмен і його двоюрідна сестра Бетвумен об’єднуються, щоб створити молоду команду захисників Ґотема. Червоний Робін, Спойлер, Сирота і колишній злочинець Глиноликий мають допомогти місту витримати напад цілої армії.

##### Бетмен: Ніч монстролюдей (Batman: Night of the Monster Men)
Обмежена кросоверна серія між серіями «Бетмен», «Найтвінґ», і «Detective Comics».
Через махінації Г’юґо Стрейнджа на Ґотем насувається гроза. Ймовірність опадів з монстрів: 100%. Бетмен, Бетвумен і Найтвінґ підготувалися, наскільки змогли, але вони й гадки не мають, проти чого і в якій кількості їм доведеться боротися.

##### Зірковий Бетмен. Книга 1: Мій запеклий ворог (All-Star Batman, Volume 1: My Own Worst Enemy)
Скотт Снайдер повертається! У перших п’яти випусках серії «Зірковий Бетмен» Темний Лицар допомагає своєму старому другові Гарві Денту відновити єдність лиця і особистості. Для цього вони разом вирушають у подорож через усю країну. Але зла половина Дволикого не дасть їм залагодити усе мирно.

### Інші комікси (DC Black Label)
| Назва               | Оригінальна назва    | Включенні випуски           | Дата публікації                                 | Вид             | Номер           | Сторінки       |                |
| DC Black Label      | DC Black Label       | DC Black Label              | DC Black Label                                  | DC Black Label  | DC Black Label  | DC Black Label | DC Black Label |
| ------------------- | -------------------- | --------------------------- | ----------------------------------------------- | --------------- | --------------- | -------------- | -------------- |
| Бетмен: Проклятий   | Batman: Damned       | - Batman: Damned #1-3       | - США - 13 березня 2019 - Україна - травня 2019 | Графічна новела | Графічна новела | Н/Д            |                |
| Бетмен: Білий лицар | Batman: White Knight | - Batman: White Knight #1-8 | - США - 9 жовтня 2018 - Україна - жовтня 2019   | Графічна новела | Графічна новела | Н/Д            |                |

#### DC Black Label

##### Бетмен: Проклятий (Batman: Damned)
Написана Браяном Аззарелло і проілюстрована Лі Бермехо історія про Бетмена з «Інших Світів». Хоч сюжет і вважається самостійною історією, проте серія також є продовженням графічного роману «Джокер» (2008 року).
У Проклятому Джокер виявляється мертвим, і Бетмен залучається допомогою Джона Костянтина, щоб разом знайти вбивцю.

##### Бетмен: Білий лицар (Batman: White Knight)
Обмежена серія коміксів, створена Шоном Мерфі. Серія складається з восьми випусків, і публікувалася щомісяця з грудня 2017 по липень 2018 року, видавництвом DC Comics.
У Білому лицарі ролі Бетмена і Джокера міняються місцями, Бетмен зображується як лиходій історії, а Джокер як герой. Пізніше імпринт DC Black Label перевипустив історію у колекційному форматі - том.